# Fright Night (Stratovarius)
Fright Night is het debuutalbum van Stratovarius, uitgebracht in 1989 door CBS Finland.

## Nummers
1. Future Shock – 4:36
2. False Messiah – 5:20
3. Black Night – 3:43
4. Witch-Hunt – 3:22
5. Fire Dance – 2:20
6. Fright Night – 8:13
7. Night Screamer – 4:48
8. Darkness – 6:57
9. Goodbye – 1:14

## Bezetting
- Timo Tolkki - zanger, gitarist
- Jyrki Lentonen - bassist
- Antti Ikonen - keyboardspeler
- Tuomo Lassila - drummer